# Dancé (Loire)
Dancé foi uma comuna francesa na região administrativa de Auvérnia-Ródano-Alpes, no departamento de Loire. Estendia-se por uma área de 8,83 km². Em 2010 a comuna tinha 159 habitantes (densidade: 18 hab./km²).
Em 1 de janeiro de 2019, passou a formar parte da nova comuna de Vézelin-sur-Loire.